# Hemitomes
Hemitomes  (лат.) — род растений семейства Вересковые (Ericaceae). Включает в себя один вид — Hemitomes congestum, известный также как gnome plant и cone plant.

## Ареал
Растения встречаются в США в штатах Калифорния, Орегон и Вашингтон.

## Биологическое описание
Травы. Стебель отсутствует. Листья чешуевидные или отсутствуют. Растения достигают высоты от 2 до 10 см.
Соцветие — кисть, расположенная прямо на выходе из почвы, состоит из густо расположенных цветков кремового или розового цвета; цветоножка прямая, прицветнички отсутствуют; цветки радиально-симметричные. Венчик от 12 до 18 мм, тычинки от 8 до 12 мм.
Плод — мясистая ягода, имеющая сильный мускусный или сырный запах и содержащая от 25 до 100 яйцевидных семян; семена от 0,2 до 0,4 мм в диаметре.